# Adolfo Berro
Adolfo Berro (Montevidéu, 11 de agosto de 1819 — Montevidéu, 29 de setembro de 1841) foi um poeta uruguaio. 

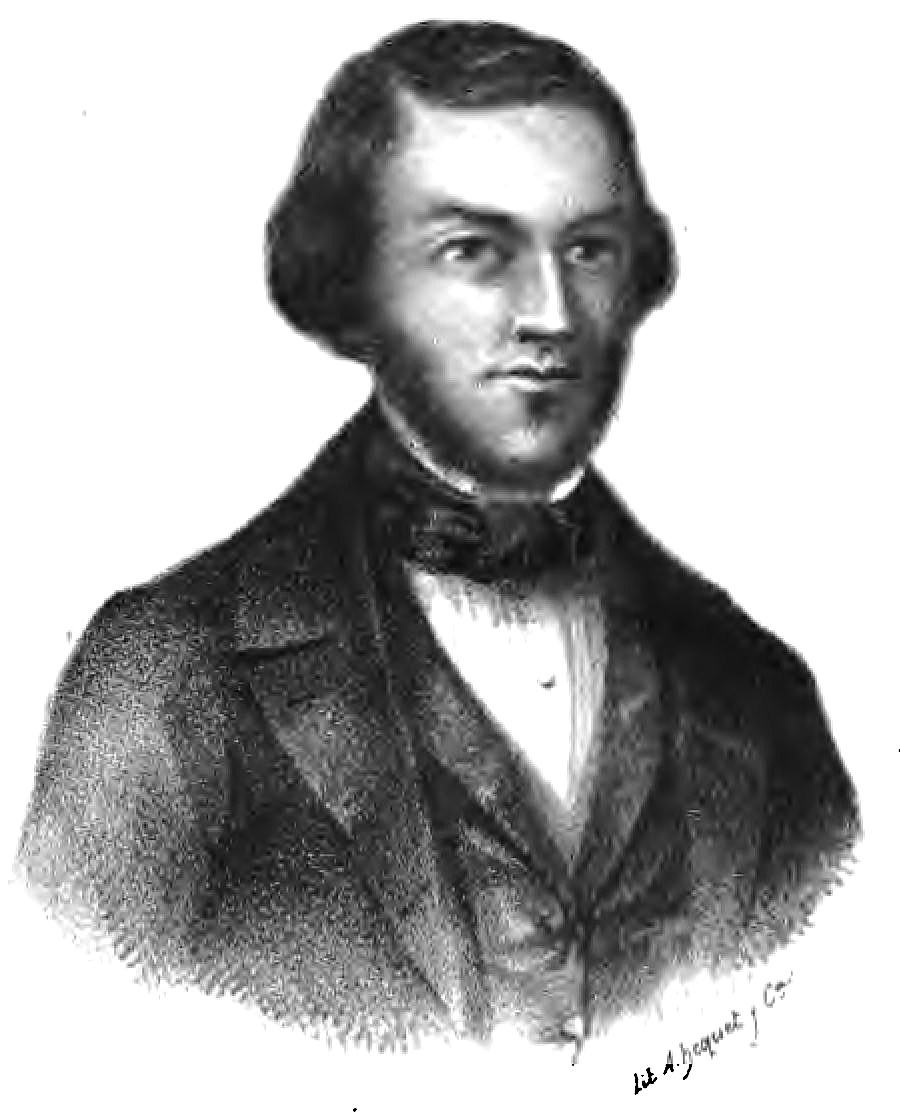
Adolfo Berro

As obras mais destacadas de Berro, integrante do movimento romântico, são Población de Montevideo e especialmente Liropeya, poema escrito em 1840. Berro faleceu muito jovem, aos vinte e dois anos, tendo composto vários poemas que foram publicados postumamente em 1842, sob o título Poesías.